# Batalla de Saigón
La Primera batalla de Saigón, librada durante la Ofensiva del Tet a principios de 1968, en el marco de la Guerra de Vietnam, fue un ataque coordinado contra Saigón, capital de Vietnam del Sur, llevado a cabo por el Ejército de Vietnam del Norte y el Viet Cong.

## Trasfondo
El 15 de diciembre de 1967, Estados Unidos, como muestra de la confianza que tenía hacia las Fuerzas Armadas de la República de Vietnam, transfirió a éstas la responsabilidad de la defensa de Saigón. Por lo tanto, el personal estadounidense se limitaría a defenderse a sí mismo y sus instalaciones en la ciudad.
A fines de enero de 1968, el Vietcong inició la Ofensiva del Tet con ataques sorpresa a posiciones estadounidenses y survietnamitas a lo largo y ancho de Vietnam del Sur.
Si bien Saigón era el punto focal de la ofensiva, los comunistas no buscaban la captura de la ciudad. Por el contrario, tenían planeado lanzar ataques contra seis blancos en el centro de la ciudad: la sede del Estado Mayor Conjunto del ERVN en la base aérea de Tan Son Nhat, el Palacio de la Independencia, la embajada de Estados Unidos, la sede de la Armada, y la estación de radio nacional. Dichos ataques fueron ejecutados por un pequeño número de combatientes del Batallón de Zapadores C-10. En otras partes de la ciudad o sus alrededores, diez batallones del Vietcong atacaron la jefatura de policía, el Comando de Artillería y el cuartel general del Comando Blindado (ambos ubicados en Gò Vấp). El plan establecía que estas fuerzas iniciales debían capturar y mantener sus posiciones durante 48 horas, momento para el cual los refuerzos llegarían a aliviarlos.

## Desarrollo

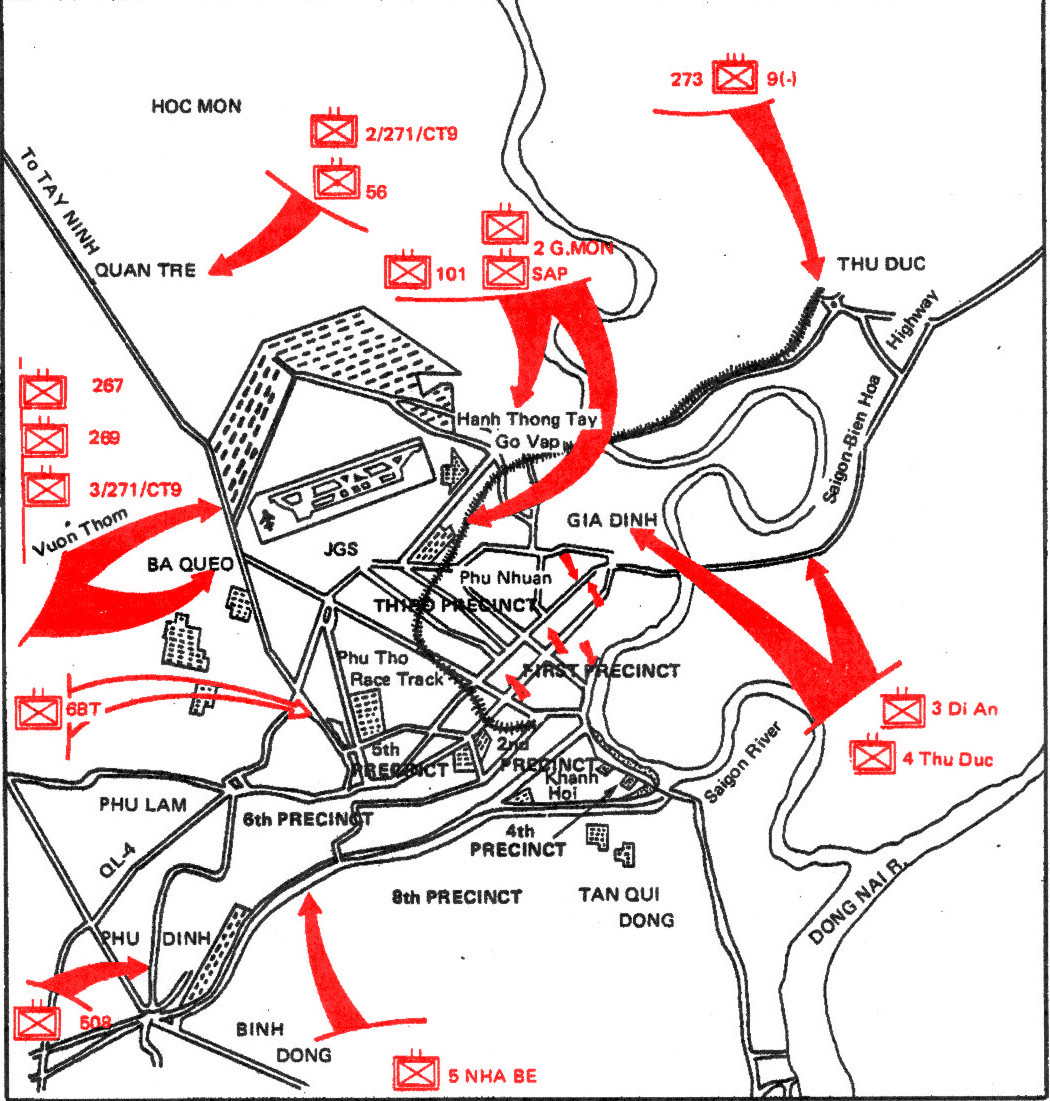
Mapa de los ataques a Saigon.

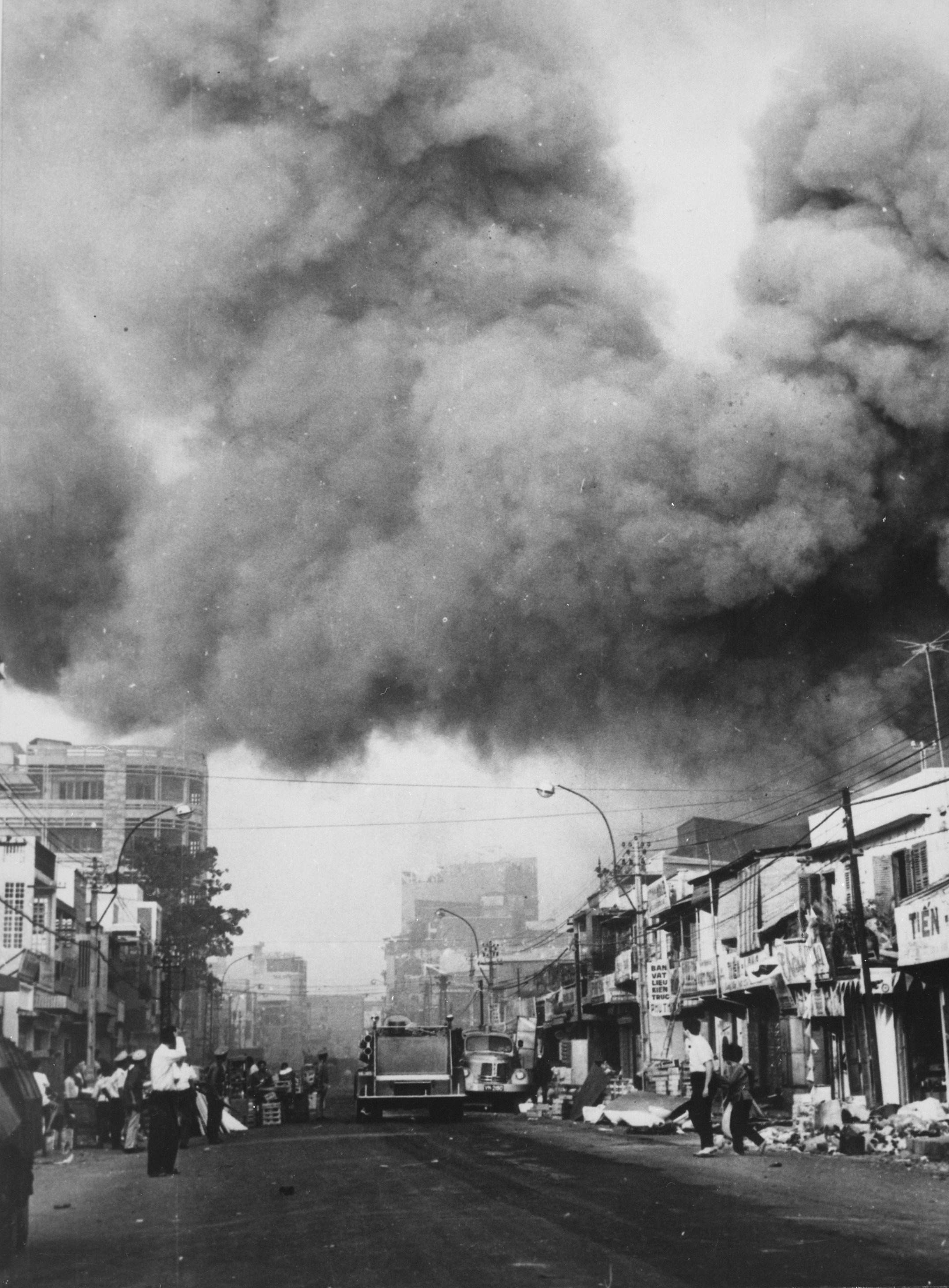
El humo negro cubre zonas de Saigon durante la ofensiva del Tet.

Inicialmente, la defensa estuvo compuesta por ocho batallones de infantería del ERVN y la policía local. Para el 3 de febrero, estos habían sido reforzados por cinco batallones de Rangers del ERVN, cinco cuerpos de infantes de marina y cinco batallones aerotransportados del ERVN. Entre las unidades del Ejército de EE. UU. que participaron en la defensa se encontraban el 716.º Batallón de la Policía Militar, siete batallones de infantería (uno mecanizado), y seis batallones de artillería.
En las sedes de Comando Blindado y el Comando de Artillería, en el extremo norte de Saigón, los norvietnamitas tenían previsto utilizar tanques capturados y piezas de artillería. Sin embargo, los tanques habían sido trasladados a otra base dos meses antes y las culatas de las piezas de artillería habían sido removidas.
Uno de los principales objetivos del Vietcong, desde un punto de vista simbólico y propagandístico, fue la estación de la Radio Nacional. Sus tropas habían traído una grabación de Hồ Chí Minh anunciando la liberación de Saigón y llamando a un «levantamiento general» contra el gobierno de Thiệu. Se apoderaron del edificio por seis horas y, al agotarse la munición, los últimos ocho atacantes destruyeron el edificio haciendo detonar cargas explosivas, sacrificando sus vidas en el proceso. Aun así, no lograron transmitir debido a que las líneas de audio desde el estudio principal a la torre habían sido cortadas casi inmediatamente después de la captura de la estación.
A las 3:00 a. m. del 31 de enero, doce zapadores del Vietcong se acercaron a la sede de la Armada de la República de Vietnam en dos vehículos civiles, matando a dos guardias en una barricada en la plaza Me Linh y luego avanzaron hacia la puerta de la base. El sonido de los disparos alertó a los guardias, quienes aseguraron la puerta y dieron la alarma. Una ráfaga de ametralladora calibre .30 procedente del segundo piso inutilizó ambos autos y mató o hirió a varios de los zapadores, al tiempo que la fuerza de seguridad de la Armada organizó un contraataque. Al mismo tiempo, un asesor de la Armada estadounidense contactó a la Policía Militar estadounidense, que pronto atacó el Vietcong de las calles adyacentes. El fuego cruzado se saldó con ocho zapadores muertos y dos capturados.
Pequeños escuadrones de Vietcong se dispersaron por toda la ciudad con el fin de atacar barracones, domicilios de oficiales del ERVN y dependencias policiales. Provistos de listas negras de oficiales militares y funcionarios públicos, los comunistas comenzaron a reunir y ejecutar a cuantos pudieran encontrar.
Fuera de la ciudad propiamente dicha, dos batallones de Vietcong atacaron los complejos de logística estadounidenses en Long Binh, otro batallón atacó la base aérea Bien Hoa, y otro tuvo como objetivo los cuarteles del III Cuerpo de Ejército, en el campo de Lê Văn Duyệt. La base aérea en Tan Son Nhut, al noroeste de la ciudad, fue atacada por tres batallones
Un batallón de paracaidistas del ERVN que se encontraba listo para el combate y a la espera de transporte a Da Nang, entró directamente en acción y detuvo el ataque. Un total de 35 batallones comunistas, muchos de cuyos soldados eran cuadros encubiertos que habían vivido y trabajado en la capital o en sus alrededores durante años años, habían sido destinados a los objetivos de Saigón.
Al amanecer, buena parte de los ataques en el centro de la ciudad habían sido repelidos, sin embargo, estallaron graves enfrentamientos entre fuerzas aliadas y del Vietcong en el barrio chino de Cholon y alrededor del Hipódromo de Phú Thọ, al suroeste del centro, que estaba siendo utilizado como zona de espera y centro de mando y control por parte de los norvietnamitas. Se desencadenó entonces una amarga y destructiva lucha casa por casa. El 4 de febrero, los residentes recibieron la orden de abandonar sus hogares y el área fue declarada zona de fuego libre. Los combates en la ciudad llegaron a su fin sólo después de una feroz batalla entre los Rangers de ERVN y las fuerzas del EVN el 7 de marzo.

### Asalto a la embajada de Estados Unidos
La Embajada estadounidense era un enorme edificio de seis pisos cuya construcción se había completado en septiembre del año anterior.
A las 2:45 horas AM, un comando de diecinueve zapadores hizo un agujero en el paredón de 2,4 m de altura y penetraron en el predio. Con sus oficiales muertos en el ataque inicial y su intento de obtener acceso al edificio habiendo fallado, los zapadores simplemente ocuparon los terrenos de cancillería hasta que todos fueron muertos o capturados por los refuerzos estadounidenses que fueron desembarcados en el techo del edificio seis horas más tarde. Para las 09:20 horas, la embajada y los terrenos fueron asegurados, con un saldo de cinco militares estadounidenses y 18 zapadores muertos, más uno capturado.

## La fotografía de Eddie Adams

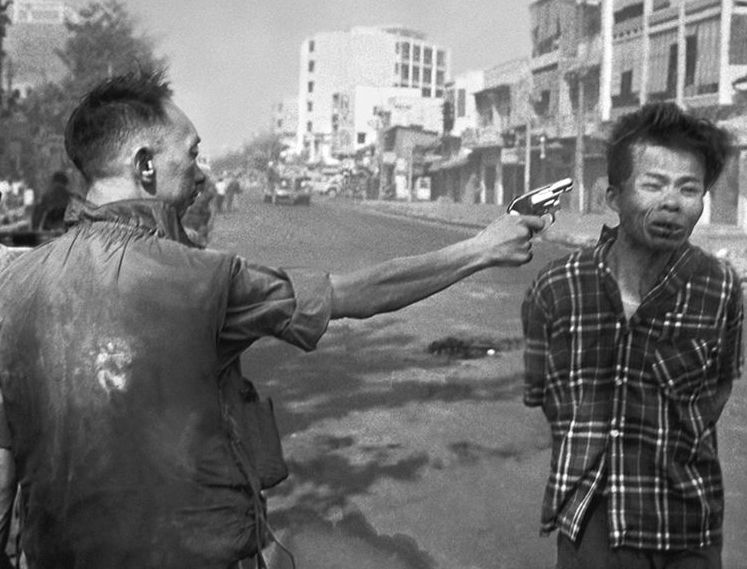
La ejecución de Nguyễn Văn Lém, una de las imágenes más famosas de esta guerra.

El 1 de febrero, el jefe de la Policía Nacional, general Nguyễn Ngọc Loan, ejecutó públicamente al oficial de Vietcong Nguyễn Văn Lém —quien había sido capturado en vestido de civil—, delante del fotógrafo de la Associated Press, Eddie Adams, y un camarógrafo. Dicha fotografía, titulada Ejecución en Saigón, ganó el premio Pulitzer para fotografía de noticia de última hora de 1969, y es ampliamente vista como un momento decisivo en la guerra de Vietnam debido su influencia en la opinión pública estadounidense sobre la contienda, llegando a ser llamada «la imagen que perdió la guerra».

## Posterioridad
A principios de febrero, el alto mando comunista se dio cuenta de que ninguno de sus objetivos militares se había cumplido, y ordenó detener los ataques contra posiciones fortificadas. Los combates esporádicos en Saigón se prolongaron hasta el 8 de marzo. Algunas partes de la ciudad resultaron gravemente dañadas por el combate, así como los ataques aéreos y de artillería por parte de Estados Unidos. En el barrio chino de Cholon, cientos de civiles murieron a causa de los contraataques estadounidenses.
El Vietcong volvería a atacar objetivos en Saigón y sus alrededores con mucho mayor éxito durante la segunda fase de la Ofensiva del Tet, en mayo de 1968.